# Điều còn lại (bài hát)
"Điều còn lại" là một sáng tác của Trang Chim Sâu, thuộc thể loại pop ballad do ca sĩ Phùng Khánh Linh thể hiện và phát hành ngày 9 tháng 2 năm 2017. Trước khi được chính thức ra mắt, bài hát từng trải qua một vụ tranh chấp bản quyền giữa Trang Chim Sâu và nữ ca sĩ Mờ Naïve (Trần Hà My). Mờ Naïve bị cáo buộc "nhận vơ" ca khúc làm sáng tác riêng của mình dưới tiêu đề "Điều em muốn nói" và đưa vào trong album cùng tên năm 2016. Kết quả, Bộ Văn hóa, Thể thao và Du lịch Việt Nam đã xử phạt hành chính Mờ Naïve vì vi phạm quyền tác giả – được coi là trường hợp đầu tiên hành vi đạo nhạc bị xử lý tại Việt Nam.

## Sáng tác
"Điều còn lại" là một ca khúc thuộc dòng ballad pop, do Hoàng Thu Trang (nghệ danh Trang Chim Sâu) chấp bút sáng tác. Bản nhạc đã được cô viết từ tháng 8 năm 2014 tại Nantes, Pháp, dưới tên nguyên bản là "Nói với anh". Tới tháng 12 năm 2015, cô tiếp tục sửa lại lời ca khúc và thêm hai câu nhạc mới, trước khi nhờ nhạc sĩ Nguyễn Minh Ngọc phối khí bài hát và nhận lại thành phẩm vào tháng 1 năm 2016. Đến tháng 2 cùng năm, cô đã nhờ một người bạn thu bản demo và tung phiên bản này lên các nền tảng phát trực tuyến YouTube, SoundCloud, cũng như trên Facebook với tên "Lời em chưa nói".
Cùng trong năm này, Trang Chim Sâu quyết định tặng bản nhạc cho nhà văn Lê Nguyễn Nhật Linh. Cả hai đã thống nhất đổi tên sáng tác thành "Điều còn lại". Lúc này Minh Ngọc cũng cho biết sẽ gửi bài hát một vài ca sĩ khác nhau, bao gồm Mờ Naïve. Theo tuyên bố từ phía Thu Trang, cô sau cùng đã chấp nhận cho Mờ Naïve thu âm bài hát và dùng cả bản phối mà cô đã đặt hàng trước đó từ 2015 mà không phải trả một chi phí nào liên quan tới tiền bản quyền, tác quyền lẫn chi phí phối nhạc. Tháng 6 năm 2016, sau khi thu âm xong bài hát, Mờ Naïve ngay lập tức đăng tải bản thu lên các trang nhạc trực tuyến tại Việt Nam, theo đó dùng một trong những tựa cũ của bài là "Điều em muốn nói" và không ghi tên người sáng tác. Khi Trang Chim Sâu đặt câu hỏi về tên bài cũng như yêu cầu phải ghi rõ tác giả, cô đã bị nữ ca sĩ phớt lờ.

## Các phiên bản

### "Điều em muốn nói"
Phiên bản "Điều em muốn nói" của Mờ Naïve phát hành lần đầu trên trang nghe nhạc Zing MP3 ngày 22 tháng 6 năm 2016. Ca khúc nằm trong album tổng hợp cùng tên, cũng là đầu tay của cô Điều em muốn nói. Album bao gồm ba bài hát; ,ca khúc nằm ở vị trí phát đầu tiên bên cạnh hai sáng tác đã phát hành từ trước của cô, lần lượt là "Nhạc khúc tình yêu" và "Yêu thương gửi lại".
Trong chương trình Bữa trưa vui vẻ số phát sóng ngày 8 tháng 7 năm 2016, Mờ Naïve đã được dàn MC mời thể hiện "Điều em muốn nói", mà theo đó cô tự nhận mình là tác giả của ca khúc mới phát hành. Sau khi lên sóng truyền hình, một phần trích đoạn ghi lại tiết mục cô biểu diễn đã bị Trang Chim Sâu phát hiện. Đến ngày 10 tháng 7 cùng năm, nữ nhạc sĩ lên một bài viết dài liên quan tới vấn đề trên tại trang Facebook cá nhân, khẳng định bài hát là do chính tay cô viết ra cũng như tố đối phương nhận vơ sáng tác mà không có sự xin phép. Cùng với việc đăng bài lên án sự việc, Thu Trang nhanh chóng ủy quyền cho phía luật sư Việt Nam đăng ký bản quyền bài hát và đứng ra giải quyết vụ việc, cho biết bản thân có đầy đủ bằng chứng chứng minh quyền tác giả. Ngay lập tức, những tuyên bố của Trang Chim Sâu đã gây xôn xao dư luận mạng và thu hút tranh cãi, phần nhiều là hướng chỉ trích về phía Mờ Naïve.
Đáp trả lại bài đăng, Mờ Naïve ngay lập tức đăng tải hình ảnh các tờ nhạc "Điều em muốn nói" đã được Trung tâm Bảo vệ quyền tác giả âm nhạc Việt Nam (VCPMC) đóng dấu xác nhận là do chính ca sĩ sáng tác dưới tên thật Trần Hà My. Song bằng chứng này nhanh chóng bị bác bỏ vì vai trò của trung tâm, chỉ có trách nhiệm thay nghệ sĩ thu tiền ca khúc chứ không xác nhận bản quyền ca khúc. Ba ngày sau khi nổ ra vụ việc, nữ ca sĩ tiếp tục đăng một bài viết dài giải thích lùm xùm, đẩy mọi trách nhiệm về phía nhạc sĩ Nguyễn Minh Ngọc khi đã tự mạo nhận mình là người sáng tác bài hát và cho phép đứng tên, đồng thời nhận lỗi với tác giả gốc vì sự hiểu lầm trên. Ngoài ra, cô còn nhấn mạnh việc chưa từng biết đến sự tồn tại của tác giả Trang Chim Sâu cũng như chưa từng trò chuyện với người này, trái ngược với tuyên bố của nữ nhạc sĩ. Ở phía Nguyễn Minh Ngọc, ông đứng ra xác nhận ca khúc không phải do Mờ Naïve sáng tác, đồng thời nhận lỗi về mình vì cho phép nữ ca sĩ đứng tên nhưng không làm rõ việc phải có sự chấp thuận từ tác giả mới được làm như vậy. Trong một tuyên bố khác với báo Thể thao & Văn hóa, nhạc sĩ cho biết đã "nói đùa" với nữ ca sĩ rằng mình là người sáng tác bài hát và cho phép cô đứng tên mà không ngờ nữ ca sĩ làm xác nhận quyền tác giả quá nhanh; điều này cũng khớp với phản hồi của Mờ Naïve về sự vụ.
Ngày 2 tháng 8 năm 2016, sau một thời gian vào cuộc xác minh, Thanh tra Bộ Văn hóa, Thể thao và Du lịch đã lập biên bản số 58/QĐ-XPVPHC, xử phạt hành chính đối với Mờ Naïve vì hành vi xâm phạm quyền tác giả. Ngoài bị phạt một khoản tiền từ 2 tới 3 triệu đồng, cô cũng buộc phải cải chính công khai với truyền thông về sai phạm của mình, đồng thời sửa lại đúng tên tác giả bài hát. Thông báo về kết quả vụ việc được phía Trang Chim Sâu đưa ra vào ngày 24 tháng 8 cùng năm. Trước đó một ngày, Bộ Văn hóa đã gửi văn bản thông báo sự kiện này tới Cục Bản quyền tác giả và VCPMC. Đây được ghi nhận là lần đầu tiên một vụ đạo nhạc bị nhà nước Việt Nam công khai xử lý, trước tình trạng hàng loạt nghệ sĩ Việt giai đoạn này liên tục vướng vào nghi án đạo nhạc song không bị pháp luật sờ tới hoặc giải quyết không triệt để, gây ảnh hưởng tới những nghệ sĩ bị ăn cắp thành phẩm sáng tạo.

### "Điều còn lại"
Thành công lấy được bản quyền sáng tác gốc, Trang Chim Sâu đã tìm đến ca sĩ Phùng Khánh Linh và mời cô góp giọng vào bản phát hành chính thức của ca khúc. Sau khi nữ ca sĩ nhận lời tham gia, cả hai nhanh chóng bắt tay vào quá trình làm mới lại bản phối sao cho phù hợp với chất giọng của Khánh Linh. Một trong những cái tên cũ của bản nhạc, "Điều còn lại", đã được dùng làm tên mới cho bài hát. Được biết, "Điều còn lại" đánh dấu lần thể nghiệm đầu tiên của Phùng Khánh Linh ở thể nhạc ballad, sau các nhạc phẩm mang âm hưởng electro phá cách như "Chạy", "Cô gái nhỏ và anh",...
"Điều còn lại" đã phát hành trên Zing MP3 vào ngày 9 tháng 2 năm 2017 – ngay trước dịp lễ Valentine với thông điệp "Điều còn lại mà em chưa nói, là em yêu anh". Ngoài đăng tải lên trang nhạc số, bài hát cũng được dùng làm OST cho series Học đường nổi loạn (mùa 2) của Gino Tống, sản xuất và công chiếu mạng cùng năm.

## Lịch sử phát hành
| Khu vực  | Ngày                | Định dạng                       | Phiên bản                                     | Nền tảng | Hãng  | Chú thích |
| -------- | ------------------- | ------------------------------- | --------------------------------------------- | -------- | ----- | --------- |
| Việt Nam | 22 tháng 6 năm 2016 | Phát trực tuyến Tải kỹ thuật số | "Điều em muốn nói" (Mờ Naïve)                 | Zing MP3 | —     | [ 30 ]    |
| Việt Nam | 9 tháng 2 năm 2017  | Phát trực tuyến Tải kỹ thuật số | "Điều còn lại" (chính thức; Phùng Khánh Linh) | Zing MP3 | MIXUS | [ 31 ]    |